# George Ziel
George Ziel, né Jerzy Zieleziński le 28 mars 1914 en Pologne et décédé le 28 février 1982 dans le Connecticut, est un peintre et illustrateur américain d'origine polonaise,,.

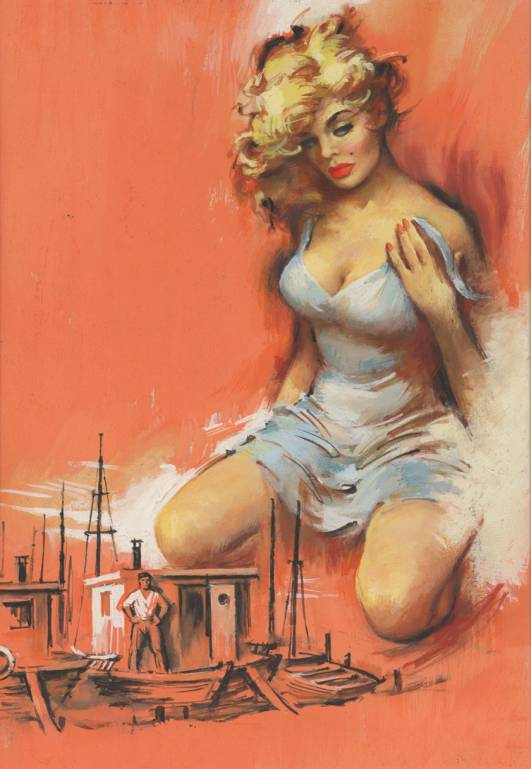
Scowtown Woman par George Ziel, 1960